# Baria
A bária, abreviada Ba, é a unidade de pressão do CGS. Defini-se como a pressão exercida por uma força de uma dina sobre uma superfície de um centímetro quadrado.

## Equivalências
- 1 baria = 1 dyn/cm² = 1 x 10-6 bar [1]
- 1 baria = 0,1 pascal